# Estranger Things
«Estranger Things» (titulado «Cosas raras» en Hispanoamérica y «Distancia things» en España) es el decimoctavo y último episodio de la trigésimo sexta temporada de la serie de televisión de animación estadounidense Los Simpson, y el 790 episodio en total. Se emitió en Estados Unidos en Fox el 18 de mayo de 2025. El episodio fue escrito por Tim Long y dirigido por Matthew Nastuk. El título es una parodia de Stranger Things.
En este episodio, Bart y Lisa crecen y se distancian cuando dejan de ver juntos The Itchy & Scratchy Show. Zooey Deschanel y Max Greenfield aparecen como estrellas invitadas. La cantante Sarah McLachlan apareció como ella misma. El episodio recibió críticas mixtas.

## Trama
Cuatro años antes, Bart y Lisa descubren The Itchy & Scratchy Show en la televisión y prometen verlo todos los días. A medida que crecen, estrechan sus lazos mientras lo ven.
En el presente, se horrorizan cuando Marge presenta a Maggie con un body infantil de Itchy & Scratchy. Al ver que se comercializa para bebés, deciden dejar de verlo y, por separado, empiezan a ver programas diferentes en sus tabletas, lo que decepciona a Marge, que no quiere que Bart y Lisa se distancien. Les dice que permanezcan juntos mientras crecen. Ellos aceptan considerarlo, pero no lo hacen cuando Marge muere, dejando viudo a Homer.
Treinta y cinco años después, Lisa es la comisionada de la NBA, que ahora es la liga profesional femenina de baloncesto antes conocida como la WNBA. Ella paga los gastos de Homer que vive en la residencia de ancianos. Lisa tiene que dar un discurso en la escuela primaria de Springfield y vuelve a casa. Le niegan la entrada para visitar a Homer en la residencia de ancianos, así que visita la casa de su infancia. Lisa descubre que Bart dirige una residencia de ancianos sin licencia en la que viven Homer, Lenny, Carl y el vendedor de cómics. Bart afirma que cuida bien de ellos, pero Lisa le llama fracasado. Se queja de él en su discurso.
Más tarde, Lenny desaparece, así que Bart y Lisa lo buscan y Bart consigue bajarlo de un árbol. Lisa queda impresionada, pero Bart se enfada porque él debe hacer el trabajo manual mientras Lisa sólo envía dinero. En casa, Homer es llevado por los Servicios de Protección de Ancianos porque Lisa presentó una denuncia antes, lo que enfada aún más a Bart.
Homer es trasladado a Florida, que ahora es una prisión para ancianos. Abrumada, Lisa va al desván y descubre un vídeo hecho por Marge, que les dice a Bart y Lisa que espera que dependan el uno del otro. Se reconcilian y van a rescatar a Homer. Encuentran el autobús de transporte de ancianos y reproducen el sonido del agua corriendo para obligar al autobús a parar en un baño. Cogen a Homer y lo llevan a casa, donde ven un reinicio de The Itchy & Scratchy Show.
En el Cielo, Marge ve lo que ocurre y se une a Ringo Starr en una actividad. Durante los créditos, se muestran imágenes de los puntos en los que Itchy mata a Scratchy.

## Producción
El guionista Tim Long escribió la premisa del distanciamiento de Bart y Lisa basándose en su propia relación con su hermana. Originalmente, el flash forward presentaría a Bart y Lisa como adolescentes, pero el productor ejecutivo Matt Selman sugirió un salto temporal más largo y la muerte de Marge. Long también quería hacer una parodia de la escena de la película de Pixar Toy Story 2 de 1999 con la canción de Sarah McLachlan «When She Loved Me» debido al impacto emocional que tuvo en el público que observó en el cine. Quería que en la parodia aparecieran Itchy y Scratchy, pero señaló la dificultad de escribir dibujos animados de Itchy y Scratchy porque los de la última década eran sobre todo parodias de películas. Otro guionista del programa, que era padre, sugirió que tener hijos fuera la razón por la que Bart y Lisa dejaran de ver Itchy & Scratchy.
A partir de este episodio, Kelly Macleod empezó a poner voz al personaje de Milhouse Van Houten. Macleod ya había interpretado a otro personaje en el episodio de la trigésimo tercera temporada titulado «Bart the Cool Kid». Zooey Deschanel actúa como Quirk Girl y Max Greenfield como Schultz. Deschanel apareció anteriormente en la serie como Mary Spuckler. La cantante Sarah McLachlan apareció como ella misma.